# 吉川弘道
吉川 弘道（よしかわ ひろみち、1952年 - ）は、日本の土木系耐震工学者。工学博士、技術士（建設部門）、土木学会認定特別上級土木技術者（鋼・コンクリート）、1級土木施工管理技士。専門は、鉄筋コンクリート、耐震設計、地震リスク。

## 略歴
- 1971年 東京都立竹早高等学校[4][注釈 1] 卒業。
- 1975年 早稲田大学理工学部土木工学科 卒業。
- 1975年 ㈱間組（現・安藤ハザマ）技術研究所 研究員/主任研究員。
- 1989年 武蔵工業大学（現・東京都市大学）工学部 講師。
- 1992年 武蔵工業大学工学部 助教授。
- 1992年 コロラド大学土木建築環境学科 客員教授。
- 1996年 武蔵工業大学工学部 教授。
- 2018年 東京都市大学 名誉教授。

## 受賞歴
- 1987年 日本コンクリート工学協会賞（論文賞）
- 1987年 土木学会吉田賞（論文部門）
- 1989年 土木学会論文賞
- 2007年 構造工学シンポジウム論文賞
- 2011年 東京都市大学優秀教育者賞
- 2019年 土木学会土木広報大賞 準優秀部門賞（イベント部門）
- 2024年 土木学会出版文化賞
- 2024年 土木学会全国土木弁論大会2024「有馬優杯」奨励賞

## 著書
- 『鉄筋コンクリートの解析と設計 -限界状態設計法の考え方と適用-』、丸善、1995年。
- 『鉄筋コンクリートの設計 -限界状態設計法と許容応力度設計法-』、丸善、1997年。
- 『土木練習帳 -コンクリート工学-』、共立出版、2003年。
- 『鉄筋コンクリートの解析と設計：限界状態設計法と性能設計法』、丸善、2004年。
- 『鉄筋コンクリート構造物の耐震設計と地震リスク解析』、丸善、2008年。
- 『数値シミュレーションで考える構造解析：ソフトで学ぶ非線形解析と応答解析』、建通新聞社、2009年。
- 『Handbook of Seismic Risk Analysis and Management of Civil Infrastructure Systems』 、2013年。
- 『DISCOVER DOBOKU 土木が好きになる22の物語』、平凡社、2023年。